# Pjaliza
Die Pjaliza (russisch Пялица) ist ein 92 km langer Fluss im Südosten der Halbinsel Kola in der Oblast Murmansk in Russland.
Ihr Einzugsgebiet umfasst 946 km². Der mittlere Abfluss an der Mündung beträgt 12 m³/s. Während der Schneeschmelze im Mai erreicht die Pjaliza ein mittleres monatliches Abflussmaximum von 64,9 m³/s. Größter Nebenfluss der Pjaliza ist die Ust-Pjalka.
Der Fluss wird im Sommer von Angeltouristen zum Lachsfang besucht.